# Sillimanit
Silimanit je alumosilikatni mineral s kemijskom formulom Al2SiO5. Dobio je ime prema američkom kemičaru Benjaminu Sillimanu (1779. – 1864.).

## Nalazišta
Silimanit je jedan od tri alumosilikatna polimorfa - druga dva su andaluzit i kijanit i najrjeđi je među njima. Čest varijetet silimanita poznat je kao fibrolit, a nosi to ime zato što se pojavljuje kao snop međusobno sraslih vlakana koja se vide i pod malim povećanjima, pa čak i golim okom. I vlaknaste i forme običnih kristala silimanita česte su u metamorfoziranim sedimentnim stijenama.

## Polimorfi
- Kijanit
- Andaluzit

## Alteracije
Pri izuzetno visokim temperaturama i silimanit i oba njegova polimorfa mogu prijeći u mulit, Al6Si2O13.